# Anomalistični mesec
Anomalistični mesec je čas, ki ga potrebuje Luna za prehod med dvema zaporednima enakima apsidnima točkama. Dolžina anomalističnega meseca je (v letu 2000) 27,554551 dni (27 dni 43 m 33,2 s).
Luna kroži po eliptični tirnici, ki v 8,85 letih (3.232,6 dni) zaradi spreminjanja orientacije (kroženja) velike polosi (lunarna precesija) naredi polni obrat. Smer gibanja velike polosi je proti vzhodu, kar je v isti smeri kot se giblje Luna okoli Zemlje. Zaradi tega potrebuje Luna malo več časa, da se vrne v prvotno apsidno točko (perigej ali apogej). Anomalistični mesec je malo daljši od siderskega meseca. Spreminjanje smeri oziroma kroženja velike polosi tirnice Lune je posledica plimskih sil Sonca.
Navidezni polmer Lune se v tem času spreminja. Zaradi tega je anomalistični mesec pomemben za določanje Sončevih mrkov (saroški cikel) oziroma za določanje dolžine in vrste (popolni ali delni) mrka. 